# Rien Kaashoek
Marinus Adriaan „Rien“ Kaashoek (* 10. November 1937 in Ridderkerk; † 21. November 2024) war ein niederländischer Mathematiker. Er war Professor an der Freien Universität Amsterdam.
Kaashoek wurde 1964 bei Adriaan Cornelis Zaanen an der Universität Leiden promoviert. Er war ab 1959 Assistent in Leiden und ab 1966 Lektor an der Freien Universität Amsterdam, an der er 1969 Professor wurde.
Er war Gastprofessor an der University of Maryland, College Park (1975), an der University of Calgary (1987), der Ben-Gurion-Universität im Negev (1987) und der Universität Tel Aviv.
Er befasste sich mit Analysis und Theorie von Operatoren, Matrizentheorie und mathematischer Systemtheorie, zum Beispiel Wiener-Hopf-Integralgleichungen, Toeplitz Operatoren, Operator-Analogien von Bezout- und Resultanten-Matrizen, Vervollständigungen und Interpolationen von Operatoren, Zustandsraum-Methoden in der Analysis.
Zu seinen Doktoranden gehören Harm Bart und André Ran.

## Schriften
Bücher:
- mit T. T. West, Locally compact semi-algebras with applications to spectral theory of positive operators, North-Holland Mathematics Studies, Vol. 9, North-Holland, Amsterdam, 1974
- mit Harm Bart, Israel Gohberg: Minimal factorization of matrix and operator functions, Birkhäuser Verlag, Basel, 1979
- mit I. Gohberg, Seymour Goldberg: Classes of Linear Operators, 2 Bände, Birkhäuser 1990, 1993
- mit I. Gohberg, F. van Schagen: Partially specified matrices and operators: classification, completion, applications, Birkhäuser 1995
- mit Ciprian Foias, A. Frazho, I. Gohberg: Metric constrained interpolation, commutant lifting and systems, Birkhäuser 1998
- mit I. Gohberg, S. Goldberg: Basic Classes of Linear Operators, Birkhäuser 2003
- mit H. Bart, I. Gohberg, André C.M. Ran: Factorization of matrix and operator functions: the state space method, Birkhäuser Verlag, Basel, 2008
- mit H. Bart, I. Gohberg, A.C.M. Ran, A state space approach to canonical factorization with applications, Birkhäuser 2010

Einige Aufsätze:
- mit Bart Harm u. a.: Factorizations of transfer functions, SIAM Journal on Control and Optimization, Band 18, 1980, S. 675–696.
- mit Israel Gohberg: Time varying linear systems with boundary conditions and integral operators. I. The transfer operator and its properties, Integral equations and Operator theory, Band 7, 1984, S. 325–391.